# Gleitsicherheit
Die Gleitsicherheit (Zeichen {\displaystyle \eta } oder {\displaystyle \gamma }) ist der physikalische Widerstand eines Bauwerks gegen horizontale Verschiebungen – sogenannte gleitende Bewegungen – in der Sohlfläche oder in einer Fuge infolge äußerer Kräfte. Sie ist eines der Kriterien für den Standsicherheitsnachweis bei Flachgründungen, Fundamenten, (Winkel-)Stützmauern, Dämmen, Talsperren usw.

## Nachweis der Gleitsicherheit
Den rechnerischen Nachweis der Gleitsicherheit nennt man Gleitsicherheits- oder auch Scherfestigkeitsnachweis. Er muss mit bestimmten Sicherheitsfaktoren {\displaystyle \eta } erfüllt werden, die je nach Lastfall verschieden hoch sind; üblich sind Sicherheitsfaktoren von 1,2, 1,5 oder 2,0. Diese Zahlenwerte müssen erreicht bzw. überschritten werden, d. h. es muss z. B. {\displaystyle \eta \geq 1{,}2} gelten.
Der Gleitsicherheitsfaktor ist der Quotient aus widerstehenden (haltenden) und angreifenden (schiebenden) Horizontalkräften. Die haltenden Kräfte werden dabei aus zwei Anteilen addiert: einer aus Reibung und einer aus Kohäsion bei kohäsivem Material:
{\displaystyle \eta ={\frac {\mu \cdot N+c\cdot A}{H}}}
mit
{\displaystyle \eta } = Gleitsicherheitsfaktor
µ = Reibungskoeffizient (Coulombsche Reibung)
N = Summe der Normalkräfte (Vertikalkräfte)
c = Kohäsion (oder Scherfestigkeit)
A = Aufstandsfläche
H = Summe der angreifenden Querkräfte (Horizontalkräfte)
Statt mit Kräften kann der Nachweis auch mit Spannungen geführt werden:
{\displaystyle \Leftrightarrow \eta ={\frac {\mu \cdot \sigma +c}{\tau }}}
mit
- Normalspannung {\displaystyle \sigma ={\frac {N}{A}}}
- Schubspannung {\displaystyle \tau ={\frac {H}{A}}}

Der Gleitsicherheitsnachweis wird üblicherweise in horizontalen Fugen, insbesondere in Sohlfugen von Bauwerken, geführt oder auch in einer tiefer liegenden Schicht geringer Scherfestigkeit. Möglich ist so ein Nachweis aber auch in geneigten Fugen. Hier erhöht oder verringert sich die Gleitsicherheit entsprechend der Neigung.